# Phù Liễn
Phù Liễn là một phường thuộc thành phố Hải Phòng, Việt Nam.

## Địa lý
Phường Phù Liễn có vị trí địa lý:
- Phía bắc giáp phường Kiến An và phường An Hải.
- Phía nam giáp xã An Khánh và xã Kiến Thụy.
- Phía tây giáp xã An Lão.
- Phía đông giáp phường Hưng Đạo.

## Lịch sử

### Phường Phù Liễn từ năm 1988 đến năm 1994
Ngày 6 tháng 6 năm 1988, Hội đồng Bộ trưởng ban hành Quyết định số 100-HĐBT . Theo đó, thành lập thị xã Kiến An trên cơ sở thị trấn Kiến An và 3 xã Bắc Hà, Nam Hà, Đồng Hòa thuộc huyện Kiến An. Phường Phù Liễn là một trong 6 phường nội thành trực thuộc thị xã Kiến An.
Ngày 28 tháng 8 năm 1989, Hội đồng Bộ trưởng ban hành Quyết định số 110-HĐBT. Theo đó, sáp nhập toàn bộ phường Cận Sơn vào phường Phù Liễn.

### Phường Phù Liễn từ năm 1994 đến năm 2025
Ngày 29 tháng 8 năm 1994, Chính phủ ban hành Nghị định số 100-CP về việc thành lập quận Kiến An và các phường trực thuộc quận Kiến An. Khu vực phường Phù Liễn được điều chỉnh địa giới hành chính để thành lập các phường mới. Theo đó:
- Thành lập phường Tràng Minh trên cơ sở một phần diện tích tự nhiên 292,99 hécta, quy mô dân số 5.990 người của xã Bắc Hà và một phần diện tích tự nhiên 28,43z hécta, quy mô dân số 770 người của phường Phù Liễn.
- Thành lập phường Văn Đẩu trên cơ sở một phần diện tích tự nhiên 96,76 hécta, quy mô dân số 2.195 người của xã Nam Hà, một phần diện tích tự nhiên 186,09 hécta, quy mô dân số 1.882 người của xã Bắc Hà và một phần diện tích tự nhiên 47,44 hécta, quy mô dân số 5.985 người của phường Phù Liễn.
- Thành lập phường Phù Liễn trên cơ sở một phần diện tích tự nhiên 241,33 hécta, quy mô dân số 3.021 người của xã Bắc Hà và một phần diện tích tự nhiên 47,06 hécta, quy mô dân số 3.033 người của phường Phù Liễn.

Phường Phù Liễn mới có diện tích tự nhiên 288,99 hécta và quy mô dân số 6.044 người.
Địa giới phường Phù Liễn được thành lập năm 1994 được giữ nguyên cho đến trước năm 2025. Ngày 24 tháng 10 năm 2024, Ủy ban Thường vụ Quốc hội thông qua Nghị quyết về việc sắp xếp đơn vị hành chính cấp huyện, cấp xã của thành phố Hải Phòng giai đoạn 2023 - 2025, có hiệu lực từ ngày 01 tháng 1 năm 2025. Theo đó, thành lập phường Bắc Hà trên cơ sở nhập toàn bộ diện tích tự nhiên là 3,56 km2, quy mô dân số là 9.679 người của phường Phù Liễn và toàn bộ diện tích tự nhiên là 3,82 km2, quy mô dân số là 10.166 người của phường Tràng Minh. Sau khi thành lập, phường Bắc Hà có diện tích tự nhiên là 7,38 km2 và quy mô dân số là 19.845 người.
Phường Phù Liễn được giải thể kể từ ngày 01 tháng 1 năm 2025.

### Phường Phù Liễn từ năm 2025 đến nay
Ngày 16 tháng 6 năm 2025, Ủy ban Thường vụ Quốc hội bàn hành Nghị quyết sắp xếp các đơn vị hành chính cấp xã thuộc thành phố Hải Phòng năm 2025. Theo đó, sắp xếp toàn bộ diện tích tự nhiên, quy mô dân số của phường Bắc Hà, phường Ngọc Sơn, một phần diện tích tự nhiên, quy mô dân số của thị trấn Trường Sơn. phường Nam Sơn, Đồng Hòa, Bắc Sơn, Trần Thành Ngọ, Văn Đẩu thành phường mới có tên gọi là phường Phù Liễn.
Căn cứ theo đề án sắp xếp đơn vị hành chính cấp xã của thành phố Hải Phòng năm 2025, phường Phù Liễn được thành lập từ:
- Toàn bộ diện tích tự nhiên là 7,38 km² và quy mô dân số là 20.304 người của phường Bắc Hà;
- Toàn bộ diện tích tự nhiên là 3,48 km² và quy mô dân số là 9.627 người của phường Ngọc Sơn;
- Một phần diện tích tự nhiên là 4,48 km² và quy mô dân số là 17.359 người của phường Văn Đẩu;
- Một phần diện tích tự nhiên là 2,59 km² và quy mô dân số là 8.943 người của phường Nam Sơn;
- Một phần diện tích tự nhiên là 0,24 km² và quy mô dân số là 500 người của phường Đồng Hòa;
- Một phần diện tích tự nhiên là 0,1 km² và quy mô dân số là 1.000 người của phường Bắc Sơn;
- Một phần diện tích tự nhiên là 0,18 km² và quy mô dân số là 3.000 người của phường Trần Thành Ngọ;
- Một phần diện tích tự nhiên là 0,01 km² thị trấn Trường Sơn, huyện An Lão.

Phường Phù Liễn có diện tích tự nhiên là 18,46 km2 (đạt 335,64% so với quy định), quy mô dân số là 60.733 người (đạt 134,96% so với quy định).
Về tên gọi, phường Phù Liễn kế thừa tên gọi của tỉnh Phù Liễn, là một tỉnh cũ của Việt Nam tồn tại từ năm 1902, đến năm 1906 được đổi tên thành tỉnh Kiến An.
Như vậy, khu vực phường Kiến An từ năm 1994 đến năm 2025 nằm trong phường Kiến An mới được thành lập từ ngay 16 tháng 6 năm 2025.